# Irajuba
Irajuba är en kommun i Brasilien.   Den ligger i delstaten Bahia, i den östra delen av landet, 900 km öster om huvudstaden Brasília. Antalet invånare är 7 002.
Omgivningarna runt Irajuba är huvudsakligen savann. Runt Irajuba är det glesbefolkat, med 20 invånare per kvadratkilometer.